# Dieter Fuchs (Politikwissenschaftler)
Dieter Fuchs (* 1946) ist ein deutscher Politikwissenschaftler. Zu seinen Arbeitsschwerpunkten  zählen  die Demokratietheorie und die Vergleichende Analyse politischer Systeme. Von 2001 bis 2015 war er Professor am Institut für Sozialwissenschaften der Universität Stuttgart, wo er die Abteilung für Politische Theorie und Empirische Demokratieforschung leitete. 
Fuchs promovierte 1988 an der Universität Mannheim und habilitierte sich 1994 an der Freien Universität Berlin. Von 1989 bis 2001 war er als Senior Fellow am Wissenschaftszentrum Berlin für Sozialforschung. Als Professor auf Zeit bekleidete er von 1996 bis 1997 den Lehrstuhl für Vergleichende Analyse politischer Systeme, Bewegungen und Kulturen der Europa-Universität Viadrina in Frankfurt (Oder).

## Veröffentlichungen (Auswahl)
Dieter Fuchs ist Autor und Herausgeber zahlreicher politikwissenschaftlicher Publikationen. Zu seinen bedeutendsten Veröffentlichungen gehören:
- Die Konzeptualisierung der Qualität von Demokratie. Eine kritische Diskussion aktueller Ansätze. (mit Edeltraud Roller), in: André Brodocz, Marcus Llanque, Gary Schaal (Hrsg.): Bedrohungen der Demokratie. VS-Verlag für Sozialwissenschaften, Wiesbaden 2008, S. 77–96.

- Wohin geht der Wandel der demokratischen Institutionen in Deutschland? Die Entwicklung der Demokratievorstellungen der Deutschen seit ihrer Vereinigung. In: Gerhard Göhler (Hrsg.): Institutionenwandel. (Sonderheft 16 des Leviathan), Westdeutscher Verlag, Opladen 1997, S. 253–284.

- Welche Demokratie wollen die Deutschen? Einstellungen zur Demokratie im vereinigten Deutschland. In: Oscar W. Gabriel (Hrsg.): Politische Einstellungen und politisches Verhalten im Transformationsprozess. Leske + Budrich, Opladen 1997, S. 81–113.
- Die Unterstützung des politischen Systems der Bundesrepublik Deutschland. Westdeutscher Verlag, 1989. ISBN 3531120913

### Herausgeberschaften
- Cultural Diversity, European Identity and the Legitimacy of the EU. (herausgegeben zusammen mit Hans-Dieter Klingemann), Edward Elgar Publishing, Cheltenham, Northampton 2011.
- Citizens and the State. (herausgegeben zusammen mit Hans-Dieter Klingemann), Oxford University Press,  Oxford 1995.